# KV35
KV35 (z anglického King’s Valley 35) je hrobka v Údolí králů v Egyptě. Byla objevena v březnu 1898 Victorem Loretem. Původně byla vystavěna pro Amenhotepa II., během třetího přechodného období však do ní byly přemístěny i ostatky několika faraonů z období Nové říše. Pohřební komora má obdélníkový tvar a je dělena na horní a dolní pilířovou část. Ve spodní části se nacházel sarkofág faraona. Tento typ pohřební komory se v pozdějších obdobích stal standardem.

## Pohřbené osoby
V hrobce KV35 byly nalezeny ostatky těchto pohřbených osob:
- Amenhotep II. (původní majitel hrobky nalezený ve svém původním sarkofágu)

V boční komoře:
- Thutmose IV.
- Amenhotep III.
- Merenptah
- Sethi II.
- Siptah
- Ramesse IV.
- Ramesse V.
- Ramesse VI.
- královna Teje (v únoru 2010 byla pomocí testování DNA identifikována jako tzv. Starší dáma)
- neznámý kníže (někdy ztotožňovaný s Webensenou, synem Amenhotepa II.)
- Mladší dáma
- neznámá žena D (může být královna Tawosret)
- dvě neidentifikované lebky nalezené ve studni a horní končetina nalezená s ostatky výše uvedené Mladší dámy